# Нуреддін Морселі
Нуреддін Морселі (араб. نور الدين مرسلي; нар. 28 лютого 1970, Тенес, Алжир) — алжирський легкоатлет, що спеціалізується на бігу на середні дистанції, олімпійський чемпіон 1996 року, триразовий чемпіон світу.

## Кар'єра
| Рік               | Змагання                      | Місто               | Місце             | Дисципліна        | Примітки          |
| Представник Алжир | Представник Алжир             | Представник Алжир   | Представник Алжир | Представник Алжир | Представник Алжир |
| ----------------- | ----------------------------- | ------------------- | ----------------- | ----------------- | ----------------- |
| 1988              | Чемпіонат світу серед юніорів | Садбері, Канада     | 2                 | 1500 метрів       | 3:46.93           |
| 1991              | Чемпіонат світу в приміщенні  | Севілья, Іспанія    | 1                 | 1500 метрів       | 3:41.57           |
| 1991              | Чемпіонат світу               | Токіо, Японія       | 1                 | 1500 метрів       | 3:32.84           |
| 1992              | Олімпійські ігри              | Барселона, Іспанія  | 7                 | 1500 метрів       | 3:41.70           |
| 1993              | Чемпіонат світу               | Штутгарт, Німеччина | 1                 | 1500 метрів       | 3:34.24           |
| 1995              | Чемпіонат світу               | Гетеборг, Швеція    | 1                 | 1500 метрів       | 3:33.73           |
| 1996              | Олімпійські ігри              | Атланта, США        | 1                 | 1500 метрів       | 3:35.78           |
| 1997              | Чемпіонат світу               | Афіни, Греція       | 4                 | 1500 метрів       | 3:37.37           |
| 1999              | Чемпіонат світу               | Севілья, Іспанія    | —                 | 1500 метрів       | DNF               |
| 2000              | Олімпійські ігри              | Сідней, Австралія   | 12 (півфінал)     | 1500 метрів       | 4:00.78           |